# Titularbistum Achelous
Achelous (ital.: Acheloo) ist ein Titularbistum der römisch-katholischen Kirche. 
Es geht zurück auf ein früheres, nach dem Fluss Acheloos benanntes Bistum in der römischen Provinz Epirus Vetus bzw. Epirus, das der Kirchenprovinz Nicopolis angehörte.
| Titularbischöfe von Achelous |                      | |                  |                    |
| Nr.                          | Name                 | Amt | von              | bis                |
| 1                            | Emile Durrheimer SMA | Apostolischer Vikar von Katiola (Französisch-Westafrika)                                                              | 15. Mai 1952     | 14. September 1955 |
| 2                            | Stanislaus Tigga     | Koadjutorbischof von Raigarh-Ambikapur (Indien)                                                                       | 7. November 1955 | 24. Dezember 1957  |
| 3                            | Owen Noel Snedden    | Weihbischof in Wellington und seit dem 28. Oktober 1976 Bischof des Neuseeländischen Militärordinariates (Neuseeland) | 23. Mai 1962     | 17. April 1981     |